# Восстание Айка против Бэла

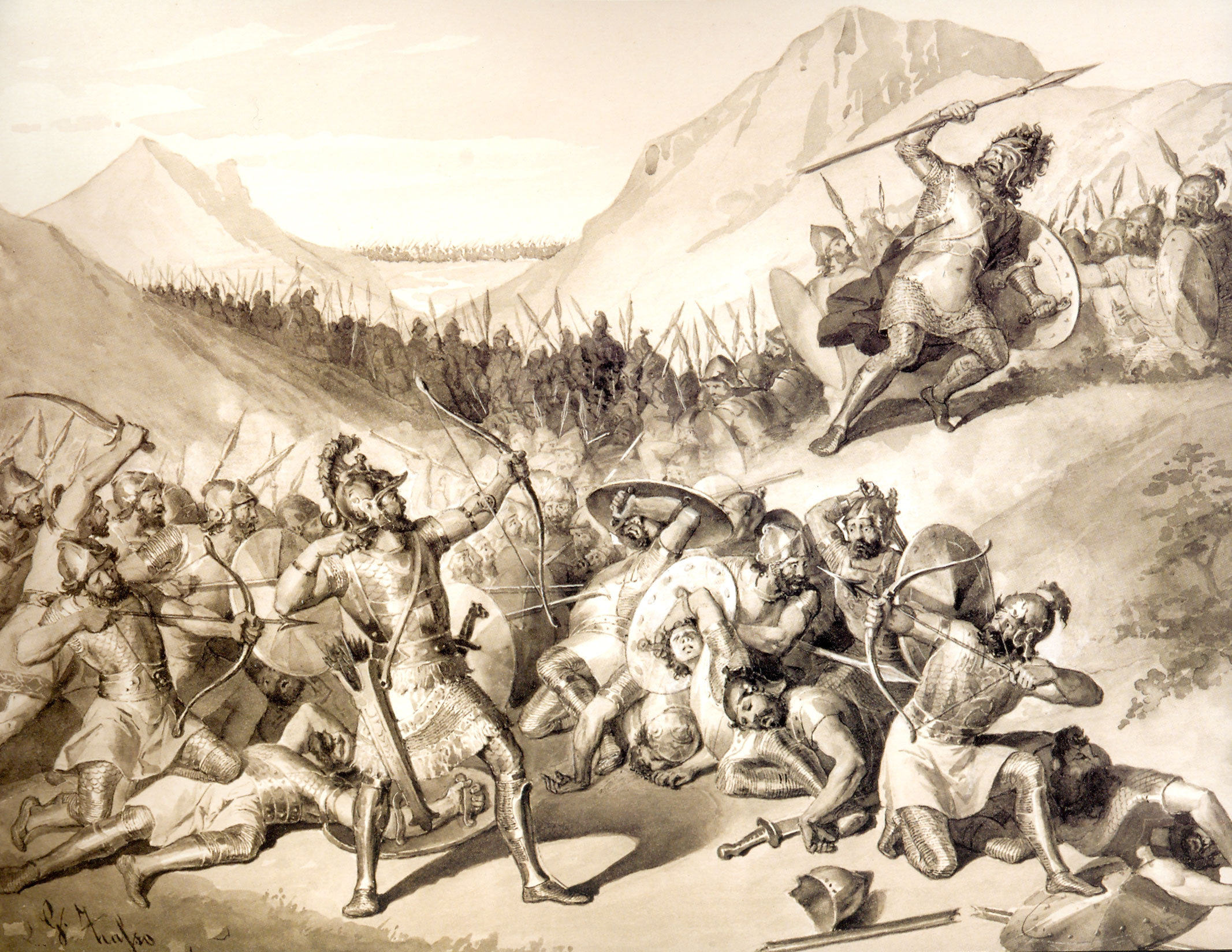
Айк выпустил стрелу в Бэла

Восстание Айка против Бэла (арм. Հայկ Նահապետի ապստամբությունը Բելի դեմ), известно также как Дьюцазнамарт (арм. Դյուցազնամարտ) — Битва рыцарей (титанов, исполинов), — восстание, которое прародитель армян Айк (или Һайк) поднял против царя Бэла, захотевшего подчинить себе все народы. Гевонд Алишан в XIX веке рассчитал примерную дату поселения Айка в Армении (2492 г. до н. э.), с которой, собственно, и начинается армянское летосчисление.

## История
Бэл стал лидером гигантов, объявил себя царём и богом и захотел подчинить себе всё и всех. Айк выступил против Бэла и, оставив Вавилон, ушёл со своим кланом (около 300 мужчин с их семьями) на север, где обосновался в стране Араратской.
Бэл послал одного из своих сыновей к Айку, требуя, чтобы тот признал его превосходство, но Айк отказался. В ярости Бэл собрал большую армию и напал на Арарат. Айк со своими храбрыми воинами дал отпор армии Бэла в области Айоц-Дзор. Началось кровавое сражение. Во время битвы Айк убил Бэла «трехкрылой» (возможно также перевести «трехперой») стрелой. После смерти своего предводителя армия Бэла бежала. После этой победы Айк и его народ начали мирную и свободную жизнь на своей новой Родине. Араратская страна, в которой жил Айк, позже была названа страной Айка.